# Stephoblemmus
Stephoblemmus is een geslacht van rechtvleugeligen uit de familie krekels (Gryllidae). De wetenschappelijke naam van dit geslacht is voor het eerst geldig gepubliceerd in 1877 door Saussure.

## Soorten
Het geslacht Stephoblemmus  is monotypisch en omvat slechts de volgende soort:
- Stephoblemmus humbertiellus (Saussure, 1877)